# Jim Jones
James Warren "Jim" Jones, född 13 maj 1931 i Crete, Randolph County, Indiana, död 18 november 1978 i Jonestown, Barima-Waini, Guyana, var en amerikansk grundare av och ledare för sekten Folkets tempel (Peoples Temple).
Från början var Peoples Temple en organisation som förespråkade social rättvisa och hjälpte fattiga och missbrukare. Den förvandlades med åren till en sekt och det visade sig att Jones missbrukade sin ställning och styrde rörelsen enväldigt. Han ansåg sig själv vara en ny Messias.
Jones grundade Jonestown i Guyana, som blev hemvist för sektens nära 800 medlemmar. Nästan alla Jones följeslagare (totalt 918 personer, varav 276 barn) mördades eller begick självmord den 18 november 1978, de flesta genom att uppmanas och tvingas att dricka en dryck spetsad med cyanid. Händelsen har varit föremål för många konspirationsteorier, bland annat att CIA skulle ha varit inblandat.